# Jesús lloró

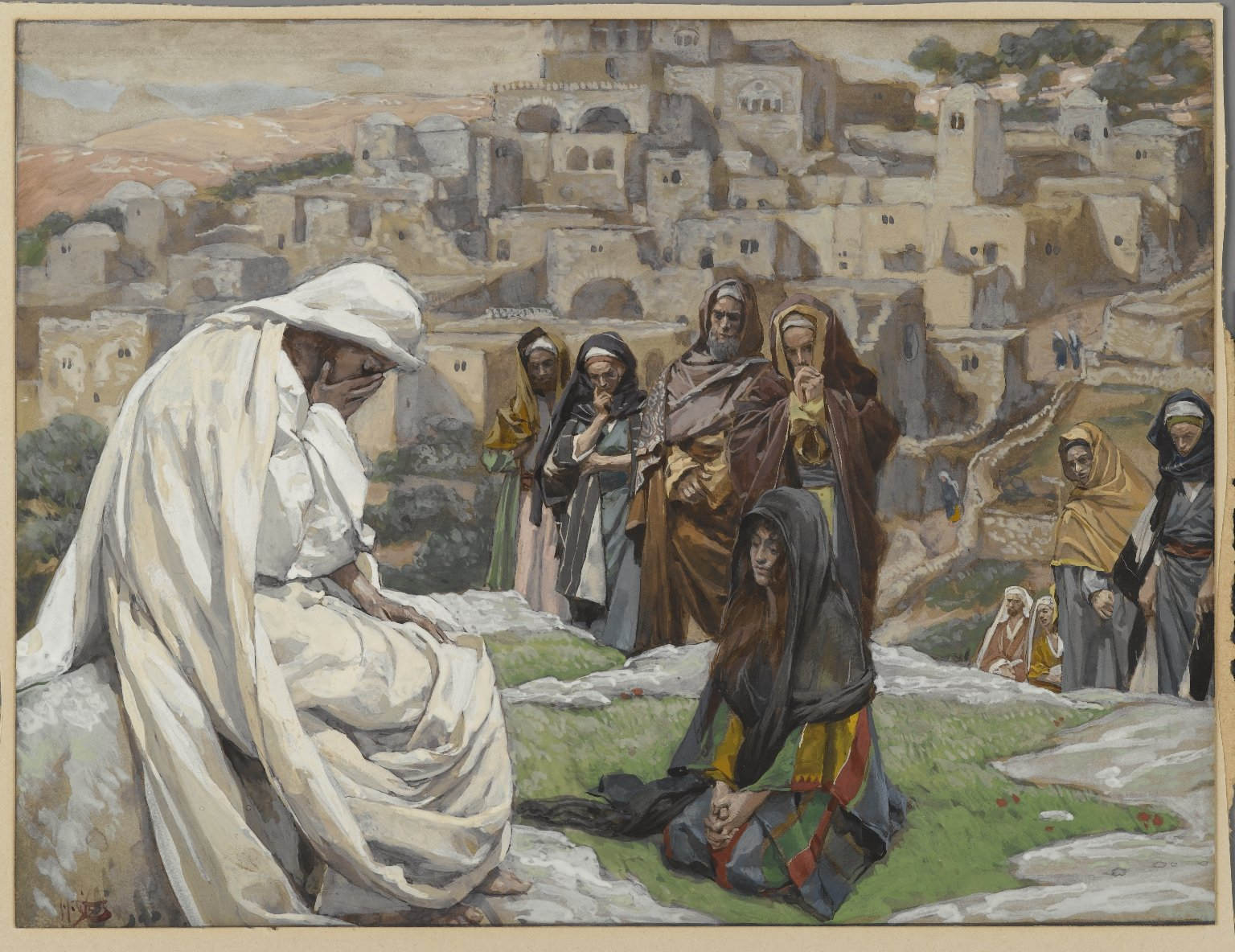
James Tissot, Jesús lloró (Jésus pleura)

Jesús lloró en idioma koiné ἐδάκρυσεν ὁ Ἰησοῦς ó edákrusen ho Iēsoûs, es una frase famosa por ser el versículo más corto en la King James Version de la Biblia, así como en muchas otras versiones. No es el más corto en los idiomas originales. Se encuentra en el Evangelio de Juan, capítulo 11, versículo 35. Las separaciones de versículos -o versificación- fueron introducidas en el texto griego por Robert Estienne en 1551 para facilitar la cita y comparación de los textos.

## Contexto
Este versículo aparece en la narración de Juan sobre la muerte de Lázaro de Betania, un seguidor de Jesús. Las hermanas de Lázaro -María y  Marta- avisaron a Jesús de la enfermedad e inminente muerte de su hermano, pero Jesús llegó cuatro días después de la muerte de Lázaro. Jesús, después de hablar con las afligidas hermanas y ver llorar a los amigos de Lázaro, se sintió profundamente turbado y conmovido. Después de preguntar donde habían puesto a Lázaro, y ser invitado a ir a ver, Jesus lloro. Luego fue al sepulcro y dijo a la gente que quitara la piedra que lo cubría, oró en voz alta a su Padre, y ordenó a Lázaro que saliera, resucitado.
El Evangelio de Lucas también recoge que Jesús lloró al entrar en Jerusalén antes de su juicio y muerte, anticipando la destrucción del Templo.

## Textos

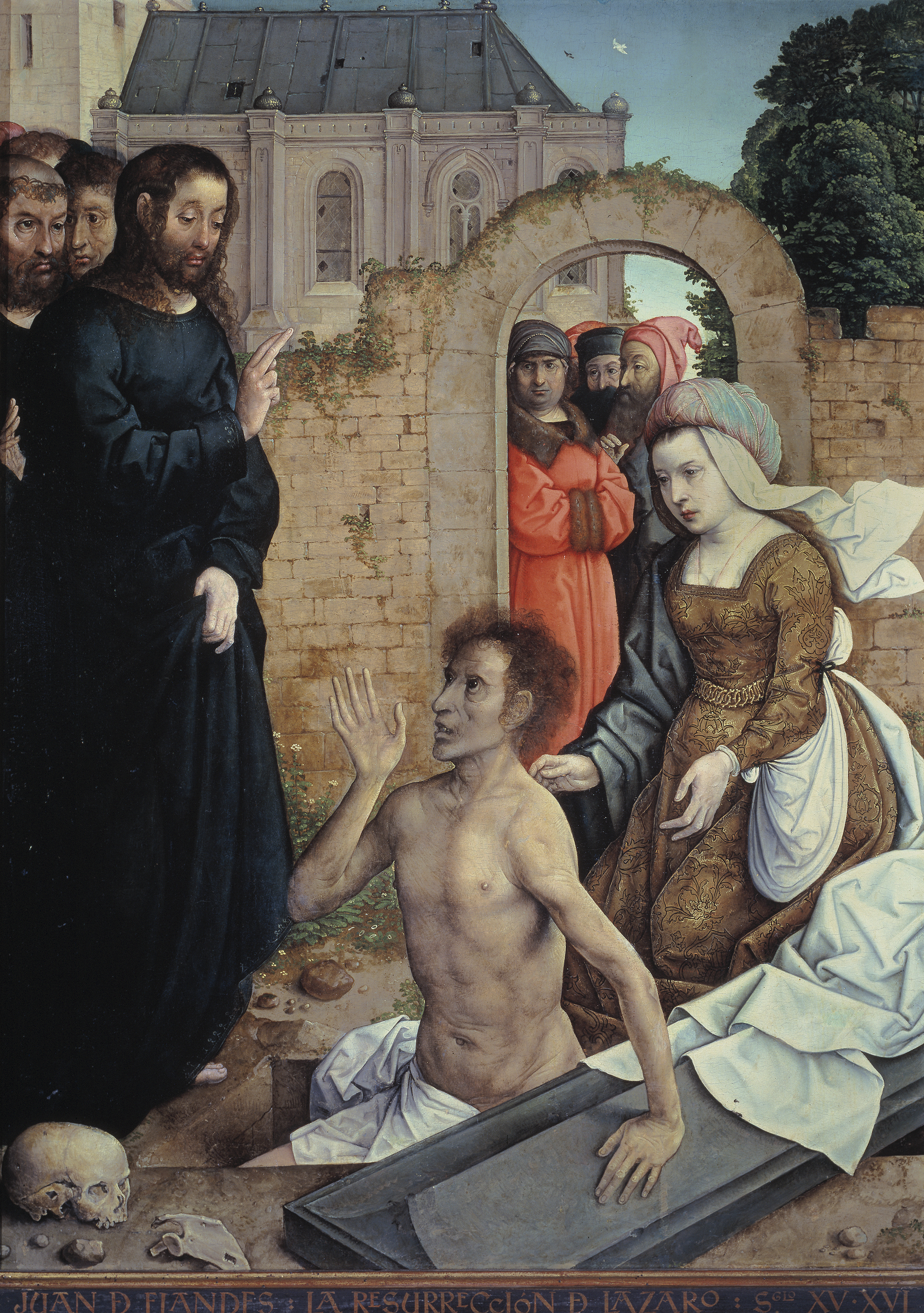
Resurrection of Lazarus por Juan de Flandes, circa 1500

| Translation | Text                                                                                          |
| --- | --------------------------------------------------------------------------------------------- |
| Biblia griega | ἐδάκρυσεν ὁ Ἰησοῦς. edákrusen ho Iēsoûs. "Jesús derramó lágrimas."                            |
| Idioma hebreo | בָּכָה יֵשׁוּעַ. ba'kha Yeshua. "Jesús lloró."                                                       |
| Peshitta | ܘܐܵܬ݂ܝܵܢ ܗ̄ܘܲܝ̈ ܕܸܡ̈ܥܵܘܗܝ ܕܝܼܫܘܿܥ. Wʾatiyan hway demʿawhy d-Yushwoʿ. "Y brotaron las lágrimas de Jesús." |
| Vulgata | Et lacrimātus est Iēsus "Y Jesús lloró."                                                      |
| Biblia de Lutero | Und Jesus gingen die Augen über. "Y los ojos de Jesús vencieron."                             |
| American Standard Version, Biblia de Darby, Revised Version, English Standard Version, Holman Christian Standard Bible, Biblia del rey Jacobo, New American Standard Bible, New English Translation, Nueva Versión Internacional, New Jerusalem Bible, Nueva Biblia del rey Jacobo, Nueva Traducción Viviente, Revised Standard Version, Recovery Version, World English Bible, Young's Literal Translation | "Jesús lloró."                                                                                |
| Bible in Basic English | "Y el propio Jesús lloraba."                                                                  |
| God's Word | "Jesús gritó."                                                                                |
| The Message | "Now Jesus wept."                                                                             |
| New American Bible, Douay–Rheims Bible | "Y Jesús lloró."                                                                              |
| Nueva Traducción Viviente (2005 Version) | "Entonces Jesús lloró."                                                                       |
| New Revised Standard Version | "Jesús se echó a llorar."                                                                     |
| CJB | "Jesús clamó"                                                                                 |
| Traducción del Nuevo Mundo de las Santas Escrituras | "Jesús se echó a llorar."                                                                     |

## Interpretación
Se ha atribuido significado a la profunda respuesta emocional de Jesús al llanto de sus amigos, y a sus propias lágrimas, incluyendo lo siguiente:
- El llanto demuestra que Cristo era un hombre de verdad, con funciones corporales reales[4] (como lágrimas, sudor, sangre, comer y beber -nótese, a modo de comparación, el énfasis puesto en la comida de Jesús durante las apariciones posteriores a la resurrección). Sus emociones y reacciones eran reales; Cristo no era una ilusión o un espíritu (véase la herejía del Docetismo). El  Papa León Magno se refirió a este pasaje cuando discutió la dos naturalezas de Jesús: "En su humanidad Jesús lloró por Lázaro; en su divinidad lo resucitó de entre los muertos".
- El dolor, la simpatía y la compasión que Jesús sentía por toda la humanidad. Jesús sintió por toda la humanidad.
- La rabia que sintió contra la tiranía de la muerte sobre la humanidad.[5]
- Aunque los espectadores interpretaron que su llanto significaba que Jesús amaba a Lázaro (versículo 36), Witness Lee consideró que la opinión de los judíos no era razonable, dada la intención de Jesús de resucitar a Lázaro. Así que "gemía en su espíritu" porque incluso los que estaban más cerca de él no reconocían que él era, como declaró en el versículo 26, "la resurrección y la vida". Finalmente, junto a la tumba, "lloró compadeciéndose del dolor de ellos por la muerte de Lázaro".[6]